# Класон, Исак Густав
Исак Густав Класон (швед. Isak Gustaf Clason, 30 июля 1856 — 19 июля 1930) — шведский архитектор.

## Биография

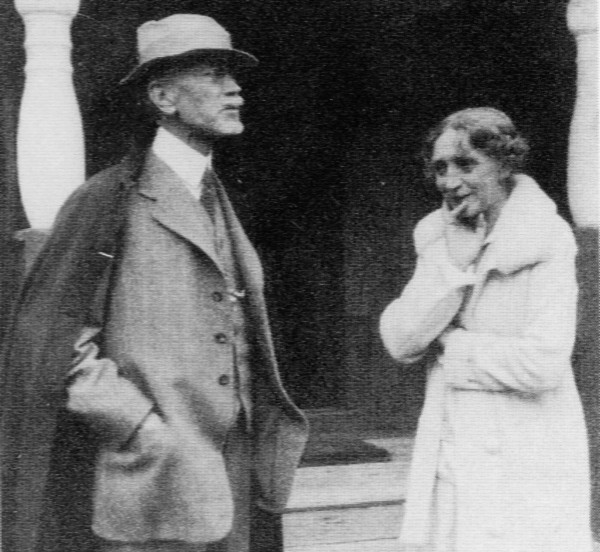
Исак Класон с женой. 1915.

Учился в Королевской технологической школе (1874—1879) и Королевской академии свободных искусств (1879—1881).
Профессор архитектуры в Стокгольмском политехническом институте в 1890—1904, в 1918—1923 годах — советник по вопросам строительства в Строительном управлении. Благодаря своим работам, а также преподавательской и административной деятельности, уже с молодых лет занял ведущее положение среди шведских архитекторов.

## Работы
- Крытый рынок в районе Эстермальм (Стокгольм, 1885—1889).
- Музей северных стран (1888—1907).
- Здание норрландского землячества в Упсальском университете (1889).
- Особняк Вальтера и Вильгельмины Халльвилов (Стокгольм, 1893—1898).
- Юларёдский замок (1893, совместно с Ларсом Вальманом).
- Дворец фон Розенов (Стокгольм, 1895-99).
- Московская телефонная станция. Москва, Милютинский переулок. 1900. (по некоторым сведениям)[6]
- Здание суда в Норрчёпинге (1901—1903).
- Здание банка «Сконес Эншильда Банк» (Гётеборг, 1908).
- Здание ратуши в Норрчёпинге (1907—1910).
- Вилла Mariehill (Стокгольм, 1908).
- Поместье Адельснес (1916—1920).
- Вилла Хевеа (Хельсингборг, 1917).
- Особняк Морбакка (реконструкция) (1921—1923). В этом доме родилась и жила Сельма Лагерлёф.

Некторые работы
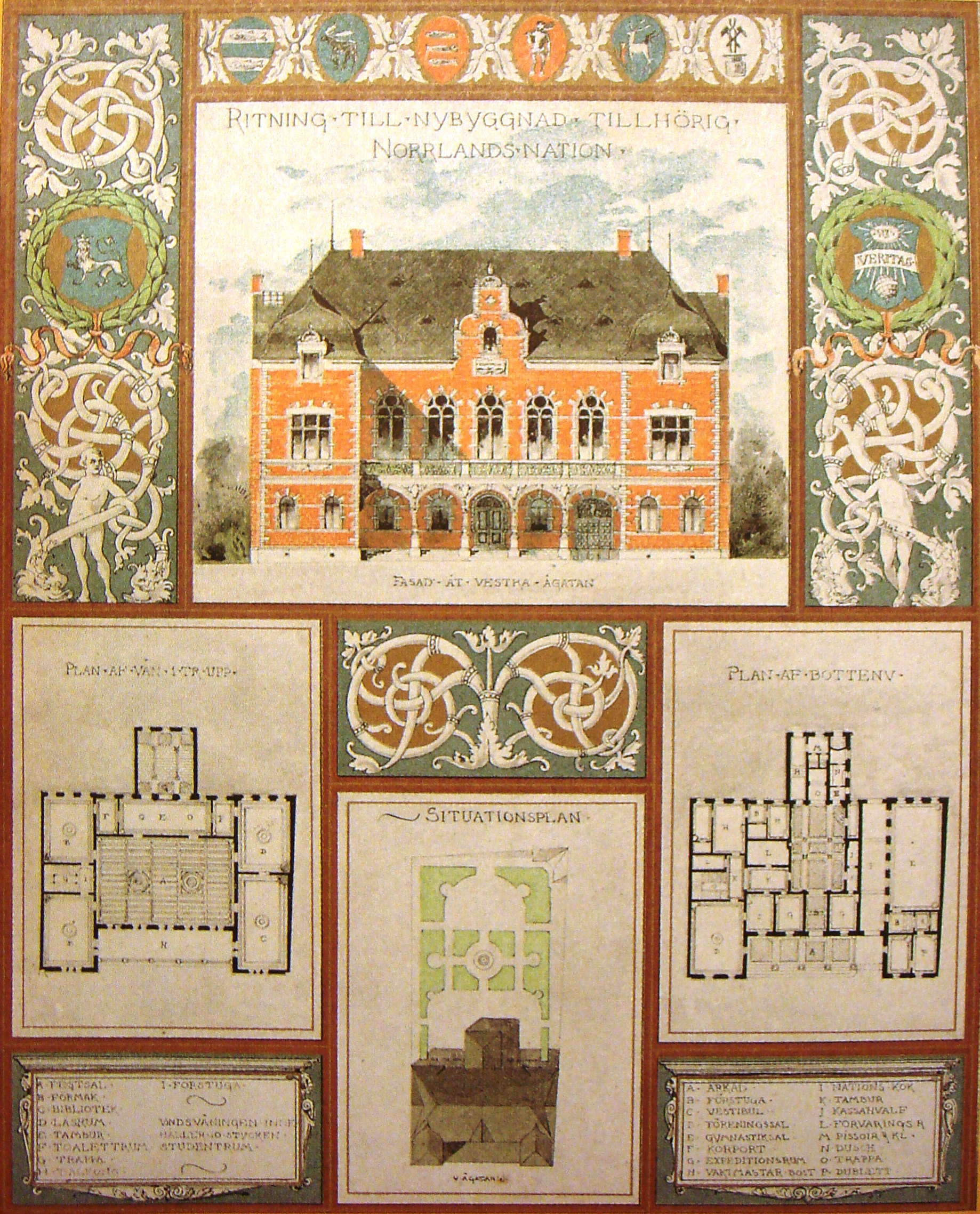
Норрландское землячество
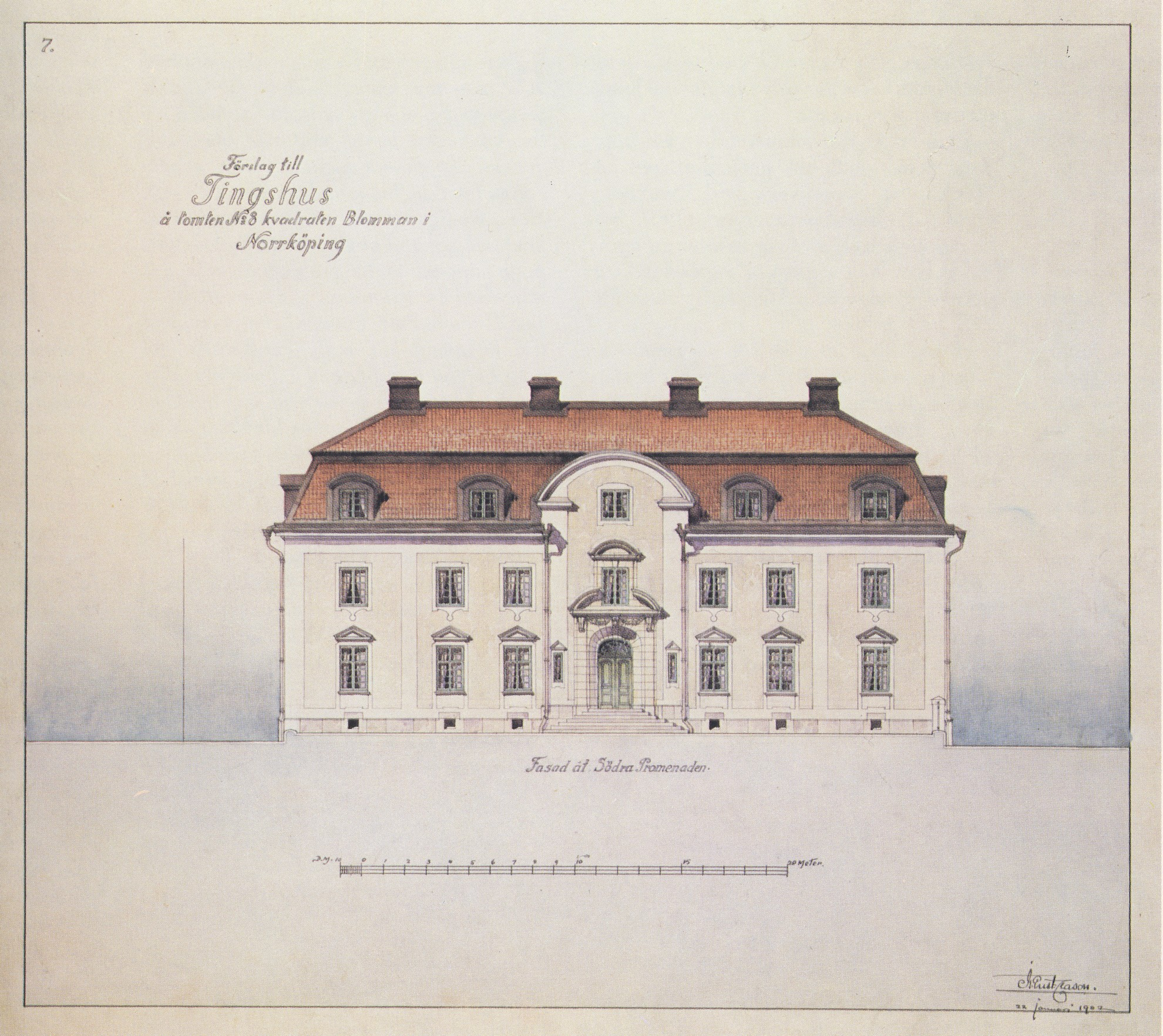
Здание суда в Норрчёпинге
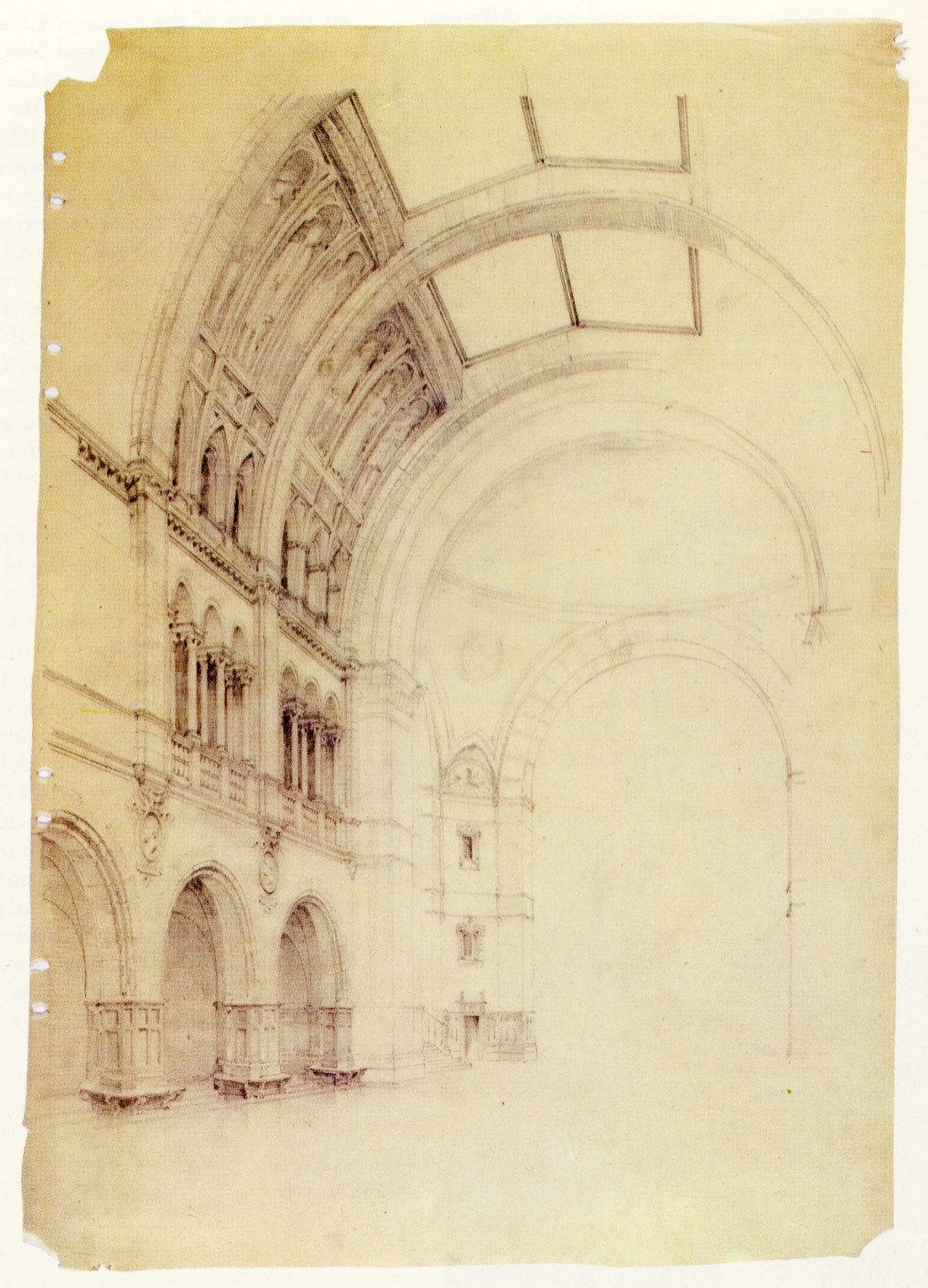
Северный музей
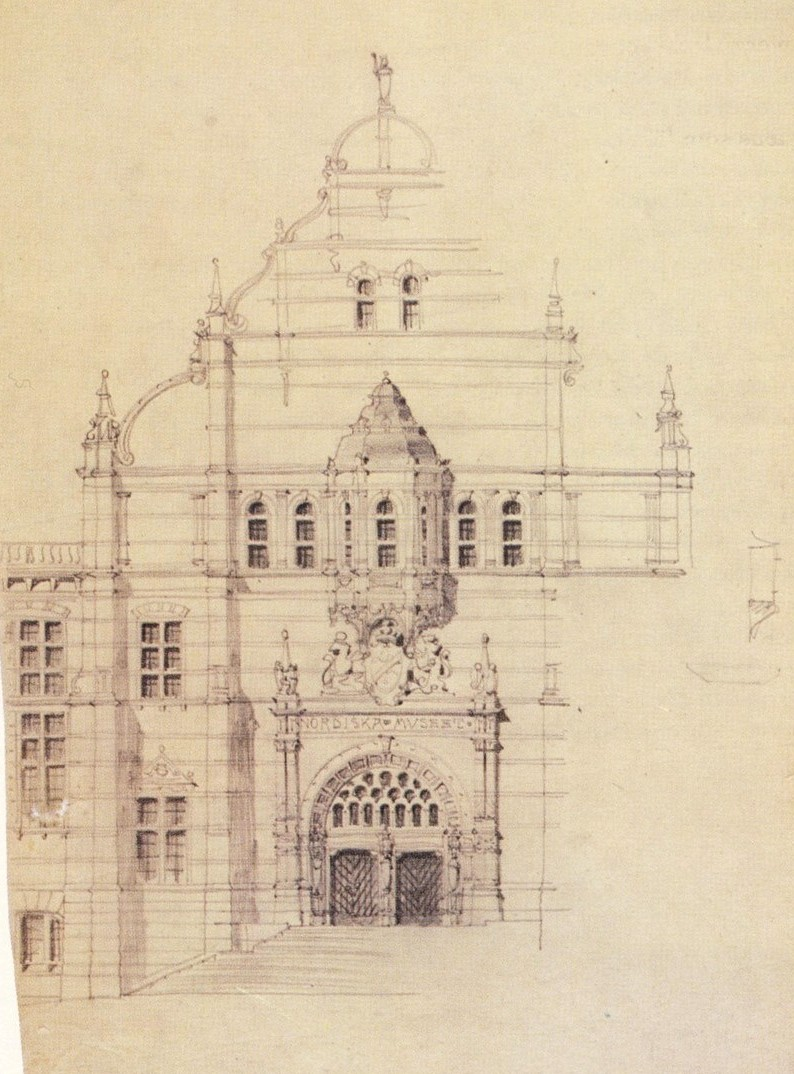
Северный музей
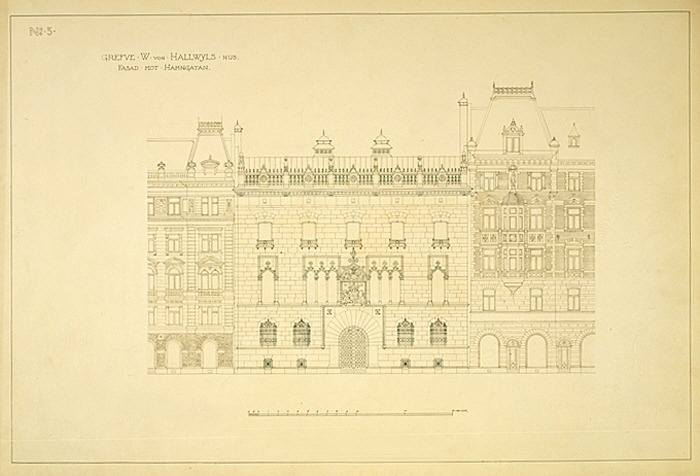
Особняк Халльвиллов